# Hyperion (księżyc)
Hyperion (Saturn VII) – jeden z księżyców Saturna, odkryty w 1848 r. przez W. Lassella oraz niezależnie przez W.C. Bonda i jego syna, G.P. Bonda, w tym samym roku. Nazwa księżyca pochodzi od imienia Hyperiona, jednego z tytanów w mitologii greckiej.

## Charakterystyka fizyczna
Hyperion jest jednym z największych znanych ciał niebieskich o niekulistym kształcie w Układzie Słonecznym. Pomimo tego posiada on zaledwie 15% masy najmniej masywnego ciała kulistego, Mimasa. Największy krater na Hyperionie ma 120 km średnicy i 10 km głębokości. Znajduje się tam również mnóstwo innych mniejszych kraterów, wskutek czego z wyglądu przypomina on olbrzymią gąbkę. Jest to księżyc lodowy, co oznacza że jest w dużym stopniu złożony z lodu. Jego wyjątkowo małą gęstość tłumaczy się porowatą strukturą wnętrza. Najnowsze dane wskazują, że 40% księżyca jest pustą przestrzenią. 

## Ruch obrotowy
Inną charakterystyczną cechą, pozostającą w związku z nieregularnym kształtem, jest chaotyczny ruch wirowy. W odróżnieniu od innych księżyców w Układzie Słonecznym, wirujących zazwyczaj synchronicznie z ruchem wokół planety i wokół ustalonych osi, Hyperion „koziołkuje”, stale zmieniając chwilową oś obrotu. Wskutek tego nie da się określić okresu jego obrotu, nie sposób również długoterminowo przewidywać jego przyszłej orientacji w przestrzeni. Z tego samego powodu nie można też określić stałych elementów geometrycznych związanych z obrotem Hyperiona – jego biegunów i równika.